# Cuterebra maculosa
Cuterebra maculosa är en tvåvingeart som beskrevs av Frederick Knab 1914. Cuterebra maculosa ingår i släktet Cuterebra och familjen styngflugor. Inga underarter finns listade i Catalogue of Life.